# Eumolpovci
Eumolpovci (řecky Ευμολπιδαι) byl starořecký attický aristokratický rod odvozující svůj původ od mytického pěvce a thráckého krále Eumolpa, legendárního zakladatele Démétřiných mystérií v Eleusině. Příslušníci rodu dědičně pečovali jako velekněží o zdejší kult. Jejich linie je bezpečně doložena od 7. století př. n. l. až do 4. století, tedy po více než jedno tisíciletí; vzhledem k mykénské tradici Eleusíny je ovšem možné, že byla mnohem delší.
Členem rodu byl Timotheos, který se za Ptolemaia I. podílel na vzniku helénistického kultu boha Serapida v egyptské Alexandrii.